# Куняев, Василий Павлович
Василий Павлович Куняев (1922, Пушкино, Московская область — 2004) — известный советский фотожурналист, фотохудожник.

## Биография
После окончания десятилетки был призван в Красную Армию. В 1941—1945 гг. — участник Великой Отечественной войны, награждён орденом Красной Звезды и медалями «За победу над Германией» и «За боевые заслуги».
В 1946 г. поступил на работу фотокорреспондентом в газету «Дойче Цайтунг» («Deutsche Zeitung»), в 1947 г. перешёл в газету «Известия». С 1948 г. в распоряжении Главного Политуправления Армии, направлен в военную печать, в газету железнодорожных войск.
В 1949—1961 гг. — фотокорреспондент «Иллюстрированной газеты». С середины 1950-х годов авиационная тематика становится главной в творчестве Куняева. Он первым среди профессионалов в стране снимал реактивные самолёты с воздуха.
В 1961—1969 гг. фотокорреспондент газеты «Красная Звезда», затем в 1969—1978 гг. — фотокорреспондент журнала «Авиация и космонавтика».
После выхода в отставку в звании полковника работал фотокорреспондентом ДОСААФ. Работы В. Куняева неоднократно экспонировались на всесоюзных и международных фотовыставках, некоторые из них удостоены высоких наград.

## Выставки
В 1959—1965 гг. участвовал в программе выставок «Семилетка в действии», в 1970—1976 гг. — в выставке «СССР: страна и люди в художественных фотографиях». В 1985 г. принял участие в выставке «40 лет Великой Победы» (Москва, выставочный зал Манеж).
В 2007 г. фотографии Куняева были включены в состав экспозиции «Мечты о небе» (Фотогалерея имени братьев Люмьер) — как отмечалось в пресс-релизе выставки,

Для его фотографий свойственны чёткость замысла и конкретность его выражения, умелое использование точки съемки и ракурса для усиления выразительности снимка. Как у каждого истинного художника, у Куняева есть любимая тема — авиация. Именно в небе, на бортах стратегических бомбардировщиков, в тесных кабинах истребителей сделал он свои лучшие снимки.

## Награды
- 1959 — Награждён Золотой медалью на выставке «Bifota2», Берлин.
- 1963 — Диплом 2-й степени на фотовыставке «Семилетка в действии».
- 1975 — Диплом на Всесоюзной выставке «30 лет Великой победы».
- 1976 — Диплом им. Летчика-космонавта СССР Ю.Гагарина.
- 1977 — Диплом на Международной выставке Interpressfoto-77.